# Jane Powell
Jane Powell, pseudonimo di Suzanne Lorraine Burce (Portland, 1º aprile 1929 – Wilton, 16 settembre 2021), è stata un'attrice, cantante e ballerina statunitense.
Ragazza prodigio e star cinematografica della Metro-Goldwyn-Mayer fra gli anni quaranta e gli anni cinquanta, prese parte anche a produzioni televisive fra cui soap opera e serial.
Iniziò ancora adolescente a cantare alla radio. Lavorò poi in teatro prima di passare al cinema nel 1944 con una scrittura alla Universal Studios. Il suo film di debutto fu È fuggita una stella, girato quando aveva quindici anni. Il nome del personaggio da lei interpretato - Jane Powell - sarebbe diventato poi, su suggerimento della MGM, il suo nome d'arte. Attiva anche in teatro, nel 1954 ebbe grande notorietà come interprete di Milly, la protagonista del musical Sette spose per sette fratelli. Il suo nome è iscritto fra quello delle celebrità della Hollywood Walk of Fame al numero 6818 dell'Hollywood Boulevard.

## Biografia

### Star dei "musical"
Alla scadenza del suo primo contratto, con la Universal, verso la fine del 1945, Jane Powell fu scritturata dalla Metro che volle promuoverla come versione giovanile di un'altra attrice all'epoca in auge, Kathryn Grayson. Il suo primo impegno fu il musical Vacanze al Messico (1946). Ma il suo charme ebbe modo di risaltare ancor più evidente nel film successivo, Three Daring Daughters, in cui recitava accanto a Jeanette MacDonald, che la prese sotto la sua ala protettrice. 

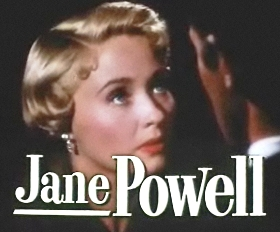
Jane Powell nel film Amore provinciale (1953)

Il successo ottenuto dal film le aprì nuove opportunità in una serie di musical prodotti da Joe Pasternak come Così sono le donne (1948), a fianco dell'ex compagna di studi Elizabeth Taylor, e Nancy va a Rio (1950) con Ann Sothern. Assieme ad altre numerose star hollywoodiane, la ventenne Powell partecipò il 20 gennaio 1949 alla festa inaugurale del mandato presidenziale di Harry Truman. Le fu poi offerta l'opportunità di danzare e cantare accanto a Fred Astaire, in Sua Altezza si sposa (1951), dove fu chiamata a rimpiazzare Judy Garland.
La sua migliore interpretazione, peraltro, è forse quella in Sette spose per sette fratelli (1954), con Howard Keel, in cui evidenziò una maggiore maturità rispetto ai precedenti film. Altre pellicole da lei interpretate furono Ricca, giovane e bella (1951), Amore provinciale (1953), Three Sailors and a Girl (1953), Athena e le 7 sorelle (1954), Così parla il cuore (1954), Tutti in coperta (1955) e Siete tutte adorabili (1957).
Nel 1956 registrò una canzone, True Love, salita al quindicesimo posto nelle classifiche di vendita stilate da Billboard e piazzatasi al 107.mo posto nelle Pop music chart di quell'anno (secondo le statistiche stilate da Joel Whitburn). Fu quello il suo unico singolo che si posizionò in classifica.

### Attività teatrale
In teatro partecipò a tournée con diverse produzioni di commedie e musical fra cui Unsinkable Molly Brown, South Pacific, The Sound of Music, Oklahoma!, My Fair Lady, Carousel, I Do! I Do!, Meet Me in St. Louis, Peter Pan, The Girl Next Door and How She Grew (titolo anche della sua autobiografia) ed Irene, con cui fece il suo debutto sulle scene di Broadway, subentrando a Debbie Reynolds nel ruolo della protagonista Irene. Lei e Howard Keel apparvero insieme sul palcoscenico in un revival di Sette spose per sette fratelli.
Nel 1964 l'attrice partecipò a una rivista musicale intitolata Just 20 Plus Me!, da cui fu tratta una registrazione discografica (mai commercializzata) in cui cantava accompagnata da un coro maschile di venti elementi. Nel 2000 apparve in una produzione off-Broadway - Avow - che le fruttò positive recensioni per un ruolo che evidenziava in maniera particolare i suoi eccellenti tempi comici.

### Televisione

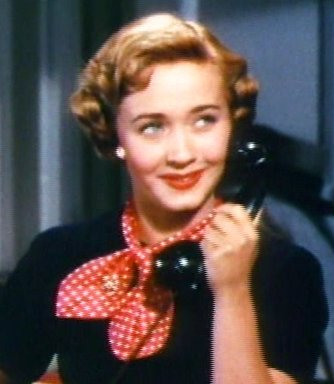
Jane Powell in una sequenza del film Sua Altezza si sposa (1951)

Durante gli anni cinquanta e sessanta, apparve regolarmente in spettacoli televisivi, incluse partecipazioni straordinarie accanto ad artisti di grido in varietà in auge in quel periodo: Perry Como Show, The Andy Williams Show, Kraft Music Hall, Frank Sinatra, The Ed Sullivan Show, The Hollywood Palace, The Red Skelton Show, Eddie Fisher, The Dinah Shore Show, The Dean Martin Show, The Smothers Brothers, Alan King, This is Tom Jones, The Garry Moore Show, The Jerry Lewis Show e The Judy Garland Show.
Per la CBS partecipò alla serie televisiva What's My Line? Mystery Guests, in onda la domenica sera. Altri special che la videro protagonista furono poi Meet Me in St. Louis, Young at Heart, Feathertop, Danny Thomas Show 1967, Victor Borge Show, Ruggles of Red Gap e Hooray for Love, oltre a The Dick Powell Show e The DuPont Show with June Allyson. Un insuccesso si rivelò invece il pilot di una sitcom intitolata The Jane Powell Show.
Fu anche ospite regolare di trasmissioni e speciali televisivi in Australia registrati durante una tournée compiuta per una serie di concerti in nightclub. Negli anni settanta comparve in tre film per la televisione.
Negli anni ottanta fu poi presente nel cast di episodi di Love Boat, Fantasilandia e La signora in giallo. Nel 1985 partecipò per nove mesi alla soap opera Quando si ama in cui interpretò il ruolo di Rebecca Beecham, una donna d'affari. Alla fine degli ottanta e all'inizio degli anni novanta fu poi interprete in Genitori in blue jeans (era la madre dell'attore Alan Thicke). Dopo aver rimpiazzato fra il 1991 e il 1994 Eileen Fulton nella soap Così gira il mondo, ebbe due ruoli di supporto in TV movies.
Nel 2002 apparve in Law & Order. Jane Powell non disdegnò di parlare, in talk-show cui era invitata, di problemi personali, come ad esempio la dipendenza da sostanze stupefacenti di uno dei suoi figli. Accadde negli anni settanta mentre collaborava alla conduzione del The Mike Douglas Show.

### Ultimi anni
La Powell non abbandonò il mondo dello spettacolo. Anzi, fece parte del Board of Trustees per l'Actors' Fund of America, associazione per la tutela degli attori statunitensi. Continuò a recitare apparendo come guest star in serial televisivi (nel 2002, ad esempio, in un episodio di Law & Order - Unità vittime speciali).
Nel 2003 tornò a recitare anche in teatro nel ruolo di Mama Mizner nel musical di Stephen Sondheim Bounce. Nonostante le buone recensioni a lei riservate, lo spettacolo non ottenne particolare successo di critica tanto da non approdare a Broadway.
Per una serata - il 31 dicembre 2007 - fece ritorno nella sua città natale, Portland (Oregon), per una lettura, accompagnata dall'orchestra Pink Martini, dell'opera di Sergei Prokofiev Pierino e il lupo. Il 9 marzo 2008, ancora con la Pink Martini, partecipò a uno spettacolo alla Avery Fisher Hall di New York, cantando in duo con China Forbes Aba Daba Honeymoon.

## Vita privata
Jane Powell si sposò cinque volte: dal 1949 al 1954 con l'attore Geary Steffin; dal 1954 al 1964 con Patrick Nerney; dal 1965 al 1976 con James D. Fitzgerald, dal 1978 al 1981 con David Stellar Parlour; e dal 1988 con l'attore Dickie Moore fino alla scomparsa di lui nel 2015. Viveva dividendosi fra il Connecticut e Manhattan. Tutti i suoi matrimoni meno l'ultimo finirono con i divorzi.
Ebbe tre figli: Geary Anthony III (1951) e Suzanne Ilene (1952) dal primo marito, e Lindsay Averille (1956) dal secondo marito.
Nel 1988 pubblicò un'autobiografia intitolata significativamente The Girl Next Door and How She Grew (all'incirca, La ragazza della porta accanto e come lei crebbe).

## Filmografia

### Cinema

#### Attrice
- È fuggita una stella (Song of the Open Road), regia di S. Sylvan Simon (1944)
- Deliziosamente pericolosa (Delightfully Dangerous), regia di Arthur Lubin (1945)
- Vacanze al Messico (Holiday in Mexico), regia di George Sidney (1946)
- Mamma non ti sposare (Three Daring Daughters), regia di Fred M. Wilcox (1948)
- Così sono le donne (A Date with Judy), regia di Richard Thorpe (1948)
- Crociera di lusso (Luxury Liner), regia di Richard Whorf (1948)
- Nancy va a Rio (Nancy Goes to Rio), regia di Robert Z. Leonard (1950)
- Due settimane d'amore (Two Weeks with Love), regia di Roy Rowland (1950)
- Sua Altezza si sposa (Royal Wedding), regia di Stanley Donen (1951)
- Ricca, giovane e bella (Rich, Young and Pretty), regia di Norman Taurog (1951)
- Amore provinciale (Small Town Girl), regia di Laszlo Kardos (1953)
- Three Sailors and a Girl, regia di Roy Del Ruth (1953)
- Sette spose per sette fratelli (Seven Brides for Seven Brothers), regia di Stanley Donen (1954)
- Athena e le 7 sorelle (Athena), regia di Richard Thorpe (1954)
- Così parla il cuore (Deep in My Heart), regia di Stanley Donen (1954)
- Tutti in coperta (Hit the Deck), regia di Roy Rowland (1955)
- L'animale femmina (The Female Animal), regia di Harry Keller (1958)
- Siete tutte adorabili (The Girl Most Likely), regia di Mitchell Leisen (1958)
- I rinnegati dell'isola misteriosa (Enchanted Island), regia di Allan Dwan (1958)
- Tubby the Tuba, regia di Alexander Schure (1975) - voce
- Una donna, una storia vera (Marie), regia di Roger Donaldson (1985)
- Picture This, regia di Lisa Albright (1999)
- Broadway: The Golden Age, by the Legends Who Were There, regia di Rick McKay (2003) - documentario cui partecipa come se stessa

### Televisione
- Goodyear Theatre – serie TV, 4 episodi (1957-1958)
- June Allyson Show (The DuPont Show with June Allyson) – serie TV, episodio 1x10 (1959)
- The Dick Powell Show – serie TV, episodio 1x24 (1962)
- Fantasilandia (Fantasy Island) – serie TV, 3 episodi (1978-1982)
- Love Boat (The Love Boat) – serie TV, 2 episodi (1981-1982)
- Quando si ama (Loving) – soap opera, 1 puntata (1986)
- La signora in giallo (Murder, She Wrote) – serie TV, episodio 4x04 (1987)
- Genitori in blue jeans (Growing Pains) – serie TV, 8 episodi (1988-1990)
- Così gira il mondo (As the World Turns) – serie TV (1991-1994)
- L'orchestra di Sandy Bottom (The Sandy Bottom Orchestra), regia di Bradley Wigor – film TV (2000)
- Law & Order: Unità vittime speciali (Law & Order: Special Victims Unit) – serie TV, 1 episodio (2002)

### Cortometraggi
- Screen Snapshots: Motion Picture Mothers, Inc. (1949)
- 1955 Motion Picture Theatre Celebration (1955)

#### Doppiatrice
- Tubby the Tuba, regia di Alexander Schure (1975)

## Teatro
- Irene (Broadway, musical, 13 marzo 1973 - 8 settembre 1974)

## Discografia parziale
- 1949: Romance - Capitol Masterworks LP (ML 2034)[3]
- 1949: A Date with Jane Powell - Capitol Masterworks LP (ML 2045)[3]
- 2001: Romance / A Date with Jane Powell - Collectables Records CD (COL-CD-6670 / Sony A-50271)[3]

## Riconoscimenti
- Hollywood Walk of Fame (Star of Motion Pictures; 6818 Hollywood Blvd.; February 8, 1960)
- Young Hollywood Hall of Fame (1940's)

## Doppiatrici italiane
- Miranda Bonansea in: Athena e le sette sorelle, Crociera di lusso, Due settimane d'amore, Sette spose per sette fratelli, Amore provinciale, Sua Altezza si sposa, Vacanze al Messico, Mamma non ti sposare, Così sono le donne, Tutti in coperta
- Maria Pia Di Meo in: L'animale femmina
- Paola Mannoni in: Quando si ama (1^ voce)
- Solvejg D'Assunta in: Quando si ama (2^ voce)
- Paila Pavese in: La signora in giallo